# Port lotniczy Kursk
Port lotniczy Kursk (IATA: URS, ICAO: UUOK) – rosyjska lotnicza baza wojskowa, okresowo używana dla komercyjnego ruchu lotniczego, położona 7 km na wschód od Kurska, w obwodzie kurskim, w Rosji. Od lutego 2022 roku, komercyjne wykorzystanie bazy zostało zakazane przez władze Rosji, a podczas wojny rosyjsko ukraińskiej, baza była kilkakrotnie celem ataków ukraińskich, w tym z wykorzystaniem pocisków ATACMS